# ミュンヘン国際児童図書館
ミュンヘン国際児童図書館（ミュンヘンこくさいじどうとしょかん IJB＝独: Internationale Jugendbibliothek, IYL＝英: International Youth Library）は、ドイツのミュンヘンにある専門図書館で、世界中の児童や若者の文学を収集し一般に公開する。国際社会に焦点を当てつづけ、未成年者対象のこの種の図書館として世界最大。図書館はシュヴァービンクからミュンヘン市内のオーバーメンツィング地区に立つブルテンブルク城に移転、1983年6月から古城を使って運営する。

## 沿革

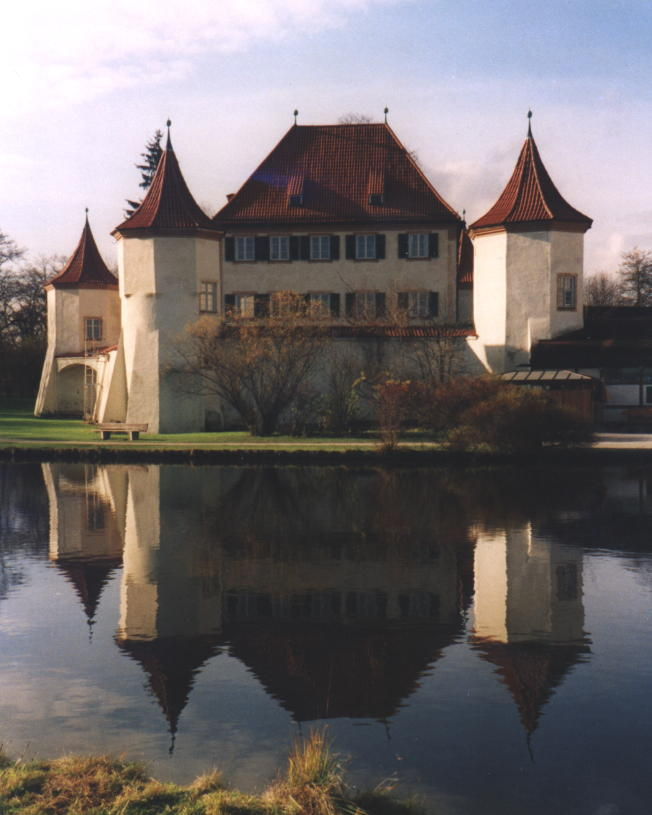
ブルテンブルク城

当館は世界の児童・青少年向け文学の中心として、読書会やワークショップ、パネル・ディスカッションを催し、また読書力の開発プログラムや展覧会を開き、文学機関のつながりを介して多言語のフォーラムを提供する。
2010年から「ホワイト・レイブン・フェスティバル」と題して世界の児童青少年文学の推薦図書を隔年で紹介する。2013年にはジェイムス・クリュス賞を創設、言語にとらわれず児童青少年の文学において新人作家を発見し、その業績を評価する場としている。
3万冊を超える蔵書は20以上の言語で記された書籍と電子書籍で構成され、読書と執筆のワークショップや展覧会の会場として機能し、また館内で複数の文学博物館が活動する。児童生徒向けに文学を題材とするワークショップを重ね、学校や幼稚園・児童園とのパートナー関係を根付かせている。当館の図書貸出は無料。

## 文学博物館
図書館のあるブルテンブルク城内にはほかにもミヒャエル・エンデ記念館（1998年開館）、ジェイムス・クリュス塔、エーリッヒ・ケストナー記念室が入居し、また2005年7月以来、ビネット・シュローダー・カビネットが加わった。それぞれの展示室には多数の書籍や挿画、あるいは施設名になった人々の手紙や日記、個人の所有物をまとめてある。

## ホワイト・レイヴンとは
当館のもうひとつの活動は、児童と若者に向けた推薦図書一覧「ホワイト・レイヴン」を年ごとに選び、例年、ボローニャ国際児童図書展で発表。選書は言語の専門家の審査を受け 、30超の言語で記された新刊書を40か国以上から集めて掲載する。

## 歴代の館長
- 1949-1957：イェラ・レップマン
- 1957-1982：ヴァルター・シェルフ
- 1982-1983：ウォルフガング・フォーゲルスゲサンゲ（Wolfgang Vogelsgesang）
- 1983-1992：アンドレアス・ボーデ
- 1992-2007：バーバラ・シャリオス
- 2007年以降：クリスティアーネ・ラーベ

## 関連文献
- Eva-Maria Ledig: Eine Idee für die Kinder. Die Internationale Jugendbibliothek in München. München: Erasmus Grasser-Verlag, 1988.
- Jella Lepman: Die Kinderbuchbrücke. Frankfurt: Fischer, 1964. (Neuauflage zum 50jährigen Bestehen der Internationalen Jugendbibliothek: München 1999.)
- Wolfgang Vogelsgesang (Hrsg.): Blutenburg. Das Schloß und sein Umfeld in Geschichte und Gegenwart.  Wielenbach: Erasmus Grasser-Verlag, 1992. ISBN 3-925967-24-9 bzw. ISBN 3-925967-26-5
- Wally de Doncker 'Wie was Jella Lepman? Een portret ter gelegenheid van 50 jaar IBBY' Leesgoed, p. 190-192, 2ge jaargang 2002, deel 5, Biblion Uitgeverij, Den Haag